# Domen Prevc
Domen Prevc (Kranj, 4 giugno 1999) è un saltatore con gli sci sloveno.

## Biografia
È nato a Kranj da Božidar e Julijana Prevc. È cresciuto con la famiglia vive nel villaggio di Dolenja Vas. Ha due fratelli e due sorelle: Entrambi i suoi fratelli, Peter e Cene, e una delle sue sorelle, Nika, sono anche saltatori; il primo è stato campione olimpico. Suo padre, che possiede un'azienda di mobili, è arbitro internazionale di salto con gli sci. Domen Prevec è attivo in gare FIS dal febbraio 2013, in Coppa Continentale ha esordito il 5 luglio 2014 a Kranj (35º), ha colto il primo podio il 3 ottobre 2015 a Klingenthal (2º) e la prima vittoria il giorno successivo nella medesima località. Sempre a Klingenthal ha esordito anche in Coppa del Mondo, nella gara a squadre del 21 novembre 2015, subito ottenendo il primo podio (2º); ha colto la prima vittoria il 6 febbraio successiva nella gara a squadre di Oslo Holmenkollen. Ai Mondiali di Lahti 2017, suo esordio iridato, si è classificato 34º nel trampolino normale; ai Mondiali di volo di Oberstdorf 2018 ha vinto la medaglia d'argento nella gara a squadre ed è stato 21º nella gara individuale e ai Mondiali di Oberstdorf 2021 si è classificato 5º nella gara a squadre. Ai Mondiali di volo di Vikersund 2022 ha vinto la medaglia d'oro nella gara a squadre e si è classificato 6º in quella individuale; ai Mondiali di Planica 2023 è stato 21º nel trampolino lungo e ai Mondiali di volo di Tauplitz 2024 ha vinto la medaglia d'oro nella gara a squadre e si è classificato 14º in quella individuale. Ai Mondiali di Trondheim 2025 ha conquistato la medaglia d'oro nel trampolino lungo e nella gara a squadre, quella d'argento nella gara a squadre mista e si è piazzato 18º nel trampolino normale. Nella stagione 2024-2025 ha vinto la Coppa del Mondo di volo e ha stabilito il nuovo primato di distanza, atterrando a 254,5 metri durante la gara disputata il 30 marzo a Planica.

## Palmarès

### Mondiali
- 3 medaglie:
  - 2 ori (trampolino lungo, gara a squadre a Trondheim 2025)
  - 1 argento (gara a squadre mista a Trondheim 2025)

### Mondiali di volo
- 3 medaglie:
  - 2 ori (gara a squadre a Vikersund 2022; gara a squadre a Tauplitz 2024)
  - 1 argento (gara a squadre a Oberstdorf 2018)

### Coppa del Mondo
- Miglior piazzamento in classifica generale: 6º nel 2017
- Vincitore della Coppa del Mondo di volo nel 2025
- 35 podi (20 individuali, 15 a squadre):
  - 12 vittorie (9 individuali, 3 a squadre)
  - 12 secondi posti (6 individuali, 6 a squadre)
  - 11 terzi posti (5 individuali, 6 a squadre)

#### Coppa del Mondo - vittorie
| Data             | Località          | Nazione   | Trampolino                                                         |
| ---------------- | ----------------- | --------- | ------------------------------------------------------------------ |
| 6 febbraio 2016  | Oslo Holmenkollen | Norvegia  | Holmenkollen HS134 (con Jurij Tepeš, Robert Kranjec e Peter Prevc) |
| 25 novembre 2016 | Kuusamo           | Finlandia | Rukatunturi HS142                                                  |
| 4 dicembre 2016  | Klingenthal       | Germania  | Vogtland Arena HS140                                               |
| 10 dicembre 2016 | Lillehammer       | Norvegia  | Lysgårdsbakken HS138                                               |
| 18 dicembre 2016 | Engelberg         | Svizzera  | Gross-Titlis-Schanze HS137                                         |
| 16 marzo 2019    | Vikersund         | Norvegia  | Vikersundbakken HS240 (con Anže Semenič, Peter Prevc e Timi Zajc)  |
| 17 marzo 2019    | Vikersund         | Norvegia  | Vikersundbakken HS240                                              |
| 18 febbraio 2024 | Sapporo           | Giappone  | Ōkurayama HS134                                                    |
| 23 febbraio 2024 | Oberstdorf        | Germania  | Heini Klopfer HS235 (con Timi Zajc)                                |
| 26 febbraio 2025 | Oberstdorf        | Germania  | Heini Klopfer HS235                                                |
| 16 marzo 2025    | Vikersund         | Norvegia  | Vikersundbakken HS240                                              |
| 28 marzo 2025    | Planica           | Slovenia  | Letalnica HS240                                                    |

### Coppa Continentale
- Miglior piazzamento in classifica generale: 38º nel 2020
- 10 podi:
  - 5 vittorie
  - 4 secondi posti
  - 1 terzo posto posto

#### Coppa Continentale - vittorie
| Data             | Località      | Nazione     | Trampolino           |
| ---------------- | ------------- | ----------- | -------------------- |
| 4 ottobre 2015   | Klingenthal   | Germania    | Vogtland Arena HS140 |
| 28 novembre 2019 | Klingenthal   | Germania    | Vogtland Arena HS140 |
| 29 novembre 2019 | Klingenthal   | Germania    | Vogtland Arena HS140 |
| 5 febbraio 2022  | Iron Mountain | Stati Uniti | Pine Mountain HS133  |
| 6 febbraio 2022  | Iron Mountain | Stati Uniti | Pine Mountain HS133  |